# Cercidospora trypetheliza
Cercidospora trypetheliza är en lavart som först beskrevs av William Nylander och som fick sitt nu gällande namn av Joseph Hafellner och Obermayer 1995. 
Cercidospora trypetheliza ingår i släktet Cercidospora, klassen Dothideomycetes, divisionen sporsäcksvampar och riket svampar.  Arten är reproducerande i Sverige. Inga underarter finns listade i Catalogue of Life.